# Karl Josef Gross
Karl Josef Gross (auch Joseph Carl Groß und weitere Namensvarianten; * 12. Dezember 1907 in Bad Vellach in Kärnten; † 1. Januar 1967) war ein österreichischer Landarzt, der als SS-Sturmbannführer im KZ Mauthausen Menschenversuche verübte.

## Leben
Gross wurde zunächst von seinem Vater, dem Betreiber des Kurbades, unterrichtet und besuchte ab 1920 das Gymnasium in Klagenfurt, wo er 1927 maturierte. Noch während der Schulzeit und dann während des Medizinstudiums nahm er ausgiebige Grabungen in einer steinzeitlichen Jagdhöhle vor. Nach der Promotion 1933 wurde er Kurarzt in seinem Heimatort. Hier soll er viele mittellose Patienten (auch etliche von jenseits der jugoslawischen Grenze) kostenlos behandelt haben.
Gross trat zum 1. Februar 1939 als SS-Hauptsturmführer der Waffen-SS bei (SS-Nummer 314.902) und avancierte zum 20. April 1942 zum SS-Sturmbannführer. Er diente zuerst als Truppenarzt, forschte aber ab Mai 1942 am Hygiene-Institut der Waffen-SS in Berlin, von wo er im Juni an das Robert-Koch-Krankenhaus in Wien wechselte. Von dort aus testete er im Auftrag der der Behringwerke Impfstoffe u. a. gegen Paratyphus an Häftlingen im KZ Mauthausen. Ab 1943 war er auf Veranlassung Himmlers an das  Zentralinstitut für Krebsforschung in Nesselstedt (poln. Pokrzywno) bei Posen abkommandiert, wo er die Leitung der bakteriologischen Abteilung übernahm. Es war einerseits ein Zentrum der Krebsforschung, andererseits wurde dort an Häftlingen die Wirkung von Impfstoffen getestet. Die Akten mit den Namen von 1.105 Opfern sowie Datum und Art der Tests im Zeitraum von Februar bis April 1943 sind erhalten. Verwendet wurden Vaccine (Typhus und Paratyphus A und B, Tetanusimpfstoff), die von der IG-Farben hergestellt wurden, die Blutproben wurden in der Universität Wien untersucht.
Nach Kriegsende arbeitete er wieder als Arzt. 1947 wurde er wegen der Zugehörigkeit zur SS kurzzeitig inhaftiert. Da anschließend seine Praxis nicht mehr florierte, lebte er in der Familienvilla in Bad Vellach von dem väterlichen Vermögen.